# Banana (videojuego de 1986)
Banana (バナナ?)  es un videojuego de rompecabezas de pantalla fija producido por Victor Musical Industries que fue lanzado exclusivamente para Family Computer en Japón en 1986.

## Modo de juego
El jugador controla un topo que excava en la tierra recogiendo diversas frutas y verduras. En la mayoría de los niveles, las frutas y verduras deben recolectarse en un orden específico, o el jugador puede quedarse atascado y verse obligado a reiniciar el nivel. Durante los niveles, el jugador también debe encontrar a un topo femenino, a la que se hace referencia en el manual de instrucciones como la nuera del jugador. Cuando se completan todos los objetivos, el jugador debe salir por la salida. Si el jugador muere, el personaje dice algo como «Estoy vencido».
Entre las frutas que el jugador debe recolectar se encuentran bananas. Se trata de frutas especiales que le dan al jugador uno de cuatro elementos: una bomba, un segmento de escalera, una cuerda o una roca. Estos pueden usarse para liberar a un jugador atascado después de un paso en falso. Si un jugador camina debajo de una roca, esa roca tiembla. Cuando el jugador sale de debajo de la roca, la roca y cualquiera de las rocas que estén encima caen. El jugador no puede morir a causa de la caída de una roca, pero puede quedarse atascado si una roca bloquea la salida.
Hay 105 niveles en Banana. Ambos niveles finales del juego se repiten de izquierda a derecha, lo que significa que es posible pasar rápidamente de una parte del nivel a otra. Cada nivel se vuelve progresivamente más difícil. Al final de cada nivel, se suma el número de pasos que dio el jugador. Este recuento de pasos afecta negativamente a la puntuación total.
Los jugadores pueden incluso diseñar sus propios niveles. Se pueden utilizar todos los productos disponibles en el juego y se puede controlar el tamaño del mapa. Con el sistema Famicom original, los jugadores pueden guardar sus creaciones en una cinta de casete formateada especialmente. Después de completar el diseño, los jugadores pueden jugar inmediatamente con su nueva creación.